# Кибивотт, Стивен
Стивен Кипкоэч Кибивотт — кенийский бегун на длинные дистанции. На чемпионате мира по полумарафону 2008 года занял 1-е место в командном зачёте и 4-е место в личном первенстве. В 2006 году стал победителем Пражского полумарафона с результатом 1:01.15. Победитель Парижского полумарафона 2008 года. Занял 2-е место на Пражском марафоне 2009 года, установив личный рекорд 2:07.54.
На Дубайском марафоне 2012 года занял 15-е место с результатом 2:08.11.